# Гусаровская волость (Изюмский уезд)
Гусаровская во́лость — историческая административно-территориальная единица Изюмского уезда Харьковской губернии с волостным правлением в слободе Гусаровка.
По состоянию на 1885 год состояла из 4 поселений, 4 сельских общин. Население — 4181 человек (2102 человека мужского пола и 2079 — женского), 682 дворовых хозяйства.
|                       | Площадь | В т.ч. пахотной |
| --------------------- | ------- | --------------- |
| Сельских общин        | 8438    | 8438            |
| Частной собственности | -       | -               |
| Другой собственности  | 257     | 253             |
| В целом               | 8695    | 8691            |

Основные поселения волости:
- Гусаровка - бывшая государственная слобода при реке Чепели в 40 верстах от уездного города, 358 дворов, 1058 жителей. В слободе волостное правление, православная церковь, школа, 3 лавки.[1]
- Волобуевка - бывшая государственное село при реке Чепели, 152 двора, 907 жителей. В селе православная церковь, лавка.[1]
- Шевелевка - бывшая государственная слобода при реке Чепели, 170 дворов, 1318 жителей. В слободе православная церковь, школа, лавка.[1]

Храмы волости:
- Николаевская церковь в селе Волобуевке.[2]
- Троицкая церковь в слободе Гусаровке.[2]